# Чарниші
Чарниші (пол. Czarnysz, рос. Чарныши) — український дворянський рід.

## Походження
Федір Чарниш, як і його батько, брав участь у Чигиринських боях 1677–1678 pp. Син його Іван Чарниш був полковником гадяцьким та генеральним суддею. Нащадки Івана і його брата Тихона утворили гадяцьку та миргородську лінії роду.
Правнук Івана Чарниша Василь (1759–1822) — учасник Полтавського патріотичного гуртка (кін. 18 і перша чверть 19 ст.) і масон, був полтавським губ. маршалком шляхетства (1801–1820, з перервами).
З миргородської лінії Петро Чарниш — полтавський війт (1777), згодом полтавський пов. маршал (1793), належав до укр. оточення кн. О. Безбородька. Його та його братів нащадки були земськими діячами на Полтавщині 19 — 20 вв.